# 込江大牙
込江 大牙（こみえ たいが、2009年1月5日 - ）は、日本の俳優。ヒラタオフィス所属。

## 略歴・人物
映画では『聖の青春』（2016年公開）の村山聖の幼少期、『シグナル100』（2020年公開）の和田隼の幼少期役などを演じ、テレビドラマでは『透明なゆりかご』（2018年）、『インハンド』『仮面ライダージオウ』（2019年）などの話題作に出演。また、日本マクドナルド「ハッピーセット」、セキスイハウス、ビッグモーターなど数々のCMに出演する。
2020年度前期放送のNHK連続テレビ小説『エール』で主人公の幼馴染・村野鉄男の子ども時代を演じ、憂いを帯びた表情と端正な佇まいで存在感を発揮し注目を集める。
身長は142cm、靴のサイズは23.5cm。

## 出演

### 映画
- ボクの妻と結婚してください。（2016年11月5日） - 三村陽一郎（幼少） 役（エンドロールのみ）
- 聖の青春（2016年11月19日） - 村山聖（幼少） 役
- 沢のぼり（2017年、日本映画大学 卒業制作作品） - 二宮睦巳 役
- ルームロンダリング（2018年7月7日） - 宗冬はぐむ 役
- ちいさな英雄-カニとタマゴと透明人間-（2018年8月24日、ポノック短編劇場）
- 君がまた走り出すとき（2019年3月2日） - 大輝 役
- L♡DK ひとつ屋根の下、「スキ」がふたつ。（2019年3月21日） - 久我山玲苑（幼少） 役
- シグナル100（2020年1月24日） - 和田隼（幼少） 役

### テレビドラマ
- 信長協奏曲 第4・8・9話（2014年11月3日、12月1日、12月8日、フジテレビ） - 森力丸 役
- Dr.ナースエイド（2014年11月7日、日本テレビ）
- アイムホーム 第5・7話（2015年5月14日、5月28日、テレビ朝日） - 家路久（幼少） 役
- 明日もきっと、おいしいご飯〜銀のスプーン〜 第4話（2015年6月4日、東海テレビ） - 若月優（幼少） 役（劇中スチール）
- おかしの家 第1話（2015年10月21日、TBS）
- 遺産争族 第1・6話（2015年10月22日、11月26日、テレビ朝日） - 佐藤育生（幼少） 役
- 釣りバカ日誌 最終話（2015年12月11日、テレビ東京）
- Chef〜三ツ星の給食〜（2016年10月13日 - 12月15日、フジテレビ）
- バウンサー（2017年4月14日 - 、BSスカパー!） - 獅子戸丈一郎（幼少） 役
- 赤ひげ 第2回（2017年11月10日、NHK BSプレミアム） - 太平 役
- イノセント・デイズ 第1・4・5話（2018年3月18日、4月8日、4月15日、WOWOW） - 丹下翔（幼少） 役
- コンフィデンスマンJP 第4話（2018年4月30日、フジテレビ）
- 透明なゆりかご 第5回（2018年8月17日、NHK総合） - 北野明 役
- もやモ屋（2018年10月27日、NHK Eテレ） - 白浜ミズト 役
- ルームロンダリング（2018年11月5日 - 26日、MBS / 11月7日 - 28日、TBS） - 宗冬はぐむ 役
- 仮面ライダージオウ EP26 - 28（2019年3月10日 - 24日、テレビ朝日） - 少年飛流 役
- インハンド 第2話（2019年4月19日、TBS） - 金井渉 役
- 小説王（2019年4月23日 - 7月2日、フジテレビ） - 吉田豊隆（幼少） 役
- TWO WEEKS 第3 - 5話（2019年7月30日 - 8月13日、関西テレビ） -  結城大地（少年時代） 役
- 24時間テレビ42 ドラマスペシャル「絆のペダル」（2019年8月24日、日本テレビ） - 宮澤崇史（幼少〈9歳〉） 役
- 日曜プライム 不協和音 炎の刑事 VS 氷の検事（2020年3月15日、テレビ朝日） - 川上祐介（幼少） 役
- 連続テレビ小説 エール 第1・2週（2020年3月30日 - 4月6日、NHK） - 村野鉄男（子ども時代） 役
- 日曜プライム 西村京太郎トラベルミステリー72（2020年） ‐ 中園宏司（小学5年時） 役
- 大河ドラマ（NHK）
  - 麒麟がくる（2020年） - 平吉 役
  - 鎌倉殿の13人（2022年） - 駒若丸 役
- 35歳の少女（2020年10月10日 - 12月12日、日本テレビ） - 広瀬結人（10歳時） 役
- 珈琲いかがでしょう 第5話（2021年5月3日、テレビ東京） - 杉三平（小学生時代） 役

### 舞台
- 日生劇場開場60周年記念音楽劇 ファミリーフェスティヴァル2023「精霊の守り人」（2023年7月29日 - 、日生劇場 他全国公演予定） - チャグム 役（黒川想矢とのWキャスト）[7]

### CM
- 小田急電鉄 小田急ロマンスカー 「朝風呂」篇（2015年6月 - 9月）
- 日本コカコーラ ジョージア 「公園施設点検員」篇（2016年3月 - 2017年3月）
- 日本マクドナルド ハッピーセット
  - 仮面ライダーゴースト「開眼!」篇（2016年6月 - 7月）
  - ポケモン「アツすぎる夏」篇（2017年7月 - 10月）
- 2nd STREET 「家族と自転車」篇（2016年12月 - 2017年11月、WEB CM）
- 三井住友カード 「ちょっと口下手な三井住友カードが送るストーリー。」篇（2018年4月 - 2019年4月、WEB CM）
- セキスイハウス 「この日を忘れない」篇（2018年11月 - ）
- ビッグモーター 「叫ぶ佐藤さん篇」（2019年1月 - ）

### ミュージックビデオ
- KAT-TUN「薫」(2018年7月18日、アルバム『CAST』収録)

### 広告
- 日産自動車 デイズルークス（2014年2月 - 2017年2月）
- 日本郵便 かもめ〜る（2014年7月7日、扶桑社『ESSE』タイアップ）
- 島津製作所 企業（2015年3月 - 2017年3月）
- 富士通 FMV 2018S/S（2018年6月 - ）

### ドラマCD
- アニメ『ばらかもん』ドラマCD - ケン太 役
  - 第2弾（2017年12月12日）
  - 第3弾（2018年6月12日）